# تپه کاکاوند را
تپه کاکاوند را مربوط به دوره اشکانیان - دوره ساسانیان است و در شهرستان کوهدشت، بخش کونانی، دهستان زیر تنگ، روستای کاکاوندرا واقع شده و این اثر در تاریخ ۲۸ اسفند ۱۳۸۵ با شمارهٔ ثبت ۱۸۵۸۴ به‌عنوان یکی از آثار ملی ایران به ثبت رسیده است.